# جان کارل یوتا
جان کارل یوتا (به انگلیسی: Jan carel Juta) (۱۸۸۶–۱۸۲۴) ناشر و کتاب فروش مشهور آفریقایی‌تبار و شوهرخواهر کارل مارکس بود. جان کارل یوتا در سال ۱۸۵۳ با لویزا مارکس ازدواج کرد و در کیپ‌تاون آفریقای جنوبی به چاپ و نشر کتاب مشغول بود. هم‌اکنون نیز انتشارات یوتا یکی از بزرگترین بنگاه‌های نشر کتاب حقوقی در آفریقای جنوبی می‌باشد.

## نگارخانه

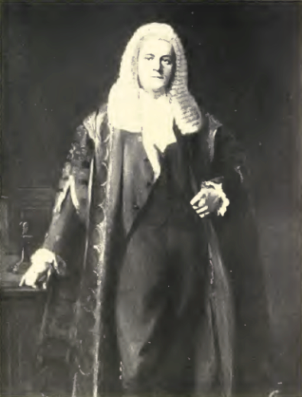
هنری یوتا، پدر جان کارل یوتا

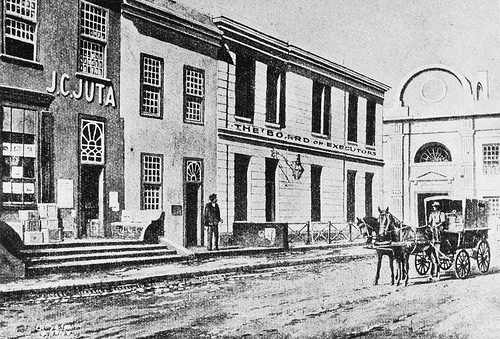
فروشگاه انتشاراتی یوتا در کیپ تاون